# Мольная доля
Мо́льная до́ля вещества — способ выражения концентрации, отношение количества вещества к общему количеству всех веществ, содержащихся в смеси:
{\displaystyle x_{\mathrm {A} }={\frac {n_{\mathrm {A} }}{\sum _{i}n_{i}}},}
где {\displaystyle x_{\mathrm {A} }} — мольная доля вещества A в смеси;
{\displaystyle n_{\mathrm {A} }} — количество вещества A, содержащееся в смеси (измеряется в молях);
{\displaystyle \sum _{i}n_{i}} — сумма количества вещества всех компонентов раствора (измеряется в молях).

## Обозначение
В химической литературе мольная доля по рекомендации ИЮПАК обычно обозначается строчной латинской буквой x (икс) или, для газовых смесей, y (игрек). Но в литературе часто используют и другие обозначения — например, X (икс большое), χ (хи), N (эн) и другие. Причём при использовании N для обозначения мольной доли иногда возникает путаница, так как также буквой N обозначают другой вид концентрации — нормальную концентрацию (нормальность). В школьном курсе химии для обозначения обычно используется маленькая греческая буква χ (хи).